# 金の星社
株式会社金の星社（きんのほししゃ）は、児童書を出版する日本の出版社。大正から昭和初期にかけて、「七つの子」などの国民的童謡を発表した児童文学雑誌『金の船』『金の星』を編集発行していたことでも知られる。

## 沿革
1919年、児童文学誌の創刊を目指す斎藤佐次郎が、東京市麹町区飯田町の出版社キンノツノ社の共同出資者として経営参画したことを源流とし、当時本郷区根津宮永町にあった斎藤の自宅に編集所（編集室、編集部の表記もあり）を置いて1919年11月1日、童謡・童話月刊誌『金の船』が創刊された。現在の金の星社はこの発行日を自社の創業日としている。
『金の船』は詩人・野口雨情作詞の作品を次々と発表し、これらは国民的童謡として人気を博した。1922年にはキンノツノ社内の経営上の対立から斎藤が編集所のある東京府北豊島郡滝野川町大字田端の自宅に新たに「金の船社」を設立して雑誌題号を『金の星』に改題。会社商号も翌1923年に「金の星社」に改称した。
同年9月1日の関東大震災では、田端の本社は被災を免れたものの、『金の星』発表の童謡楽譜や野口雨情などの童謡関連本を出版していた下谷区上野公園前の「金の星出版部」が焼失。さらに震災後広まった予約制の格安全集「円本」が出版界を席巻し中小の出版社に打撃を与えた。金の星出版部の事業を統合した金の星社も経営に苦しむ中、児童書出版を本格化させ、「世界少年少女名著大系」（1924年）を皮切りに、昭和初期にかけて「金の星童話文庫」「世界童話叢書」「小学学年別童話」などを刊行した。
童謡などの児童文学運動の衰退と児童雑誌の大衆化の中で1929年に『金の星』は終刊したが、その後も引き続き児童書専門出版社として1932年6月に株式会社に法人化。下谷区下谷二長町を経て1936年5月に現本社所在地の浅草区浅草小島町に移転した。厳しい環境が続く中、自社既刊本の版を用いた造り本（特価本）の童話集も「黎明社」の名義で並行出版して経営を支えた。
戦時中は1943年11月、企業整備令に伴う日本出版配給による出版取次統制に伴い、金の星社（黎明社）のほか、絵本やぬりえ本、講談本、漫画本などを出版し特価本の出版や取次も手がけていた富永興文堂（現･新星出版社）、鈴木仁成堂（現･鈴木出版）、中村書店、綱島書店、大川屋書店、鳥海書店の7社が合併して神田区松枝町に「児童図書出版社」が設立され、斎藤が社長に就任。1944年の空襲による金の星社事務所（旧本社屋）焼失を経て、終戦で児童図書出版社が解散した1945年8月に「株式会社金の星社」として復活した。
以後も数多くの童話や絵本、児童文学書を出版し、1970年には土家由岐雄『かわいそうなぞう』、1977年には高木敏子『ガラスのうさぎ』を世に出してともに社会的に大きな反響を呼んだ。1979年には岩崎書店、童心社、理論社と提携した児童書の協力出版レーベル「フォア文庫」を刊行した。
2019年11月1日には創業100周年を記念し、斎藤佐次郎が編集に携わった1919年から1928年までの『金の船』および『金の星』計101号分を全ページ閲覧できる「金の船・金の星デジタルライブラリー」を自社サイトに開設した。

## 主な出版物
児童書（読み物・絵本）
- 『かわいそうなぞう』（土家由岐雄）
- 『ガラスのうさぎ』（高木敏子）
- 『ハッピーバースデー 命かがやく瞬間』（青木和雄）
- 『へんしん』シリーズ（あきやまただし）
- バージェス・アニマル・ブックス

児童書（学習・実用）
- 「国語力アップ めざせ！日本語クイズマスター」シリーズ（編集：北原保雄）
- 「考えよう！地球環境 身近なことからエコ活動」シリーズ（監修：環境情報普及センター）
- 「障害を知ろう！みんなちがって、みんないい」シリーズ
- 「まんが 超おもしろ！なんでも百科」シリーズ（監修：米村でんじろうほか）
- 「強くなる！ 超カンタン将棋入門」シリーズ（監修：日本将棋連盟 著：川北亮司）
- 「よくつれる！ 超カンタンつり入門」シリーズ（監修：矢口高雄）

一般書
- 『ガラスのうさぎ』：未来への伝言 平和の語り部 高木敏子の軌跡 DVD付
- 『ハッピーになれる バースデー占い』（著：鏡リュウジ）
- 『ハッピーバースデー』（『ハッピーバースデー 命かがやく瞬間』の一般書版）
- 『わかもとの知恵』（著：筒井康隆 画：きたやまようこ）
- 奥薗壽子の子どものための簡単レシピシリーズ

## 雑誌『金の船』・『金の星』

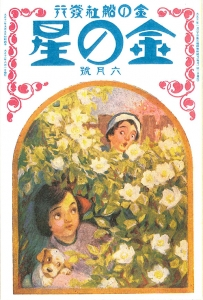
斎藤佐次郎が設立した「金の船社」に移行し、急遽『金の星』に改題した「大正十一年六月号」表紙（1922年）

鈴木三重吉が1918年、童謡・童話雑誌『赤い鳥』（赤い鳥社）を創刊したことを皮切りに大正期の児童文学運動が興隆し、後続誌の『おとぎの世界』（文光堂、1919年4月創刊）や『こども雑誌』（女子文壇社、1919年7月創刊）が次々に創刊した1919年、斎藤佐次郎は低学年児童向けの絵雑誌『日本の子供』『ナカヨシ』を発行していたキンノツノ社の横山寿篤に誘われる形で、新しい児童文学誌の創刊を目的に同社に出資し経営参画した。
斎藤は編集主幹として編集所を本郷区根津宮永町の自宅に置き、社主の横山を発行人とする体制で1919年11月1日、童謡・童話月刊誌『金の船』が創刊された。斎藤は翌1920年には自宅と編集所を田端に移し、童話画家の岡本帰一が表紙や挿絵を手がける『金の船』は、野口雨情作詞の「十五夜お月さん」や「七つの子」、「青い眼の人形」などの童謡や童話作品を次々と発表して部数を一気に伸ばした。
1922年、キンノツノ社の経営を巡る斎藤と横山の間の対立が深刻化した。同年の「『金の船』大正十一年五月号」発行前より斎藤は横山と袂を分かつことを決め、田端の編集所に新たに「金の船社」を設立。野口雨情のほか、西条八十や与謝野晶子、三木露風ら『金の船』に寄稿する主要作家の支持を受け、「大正十一年六月号」には目次にない4ページの社告を表紙直後に追加し、連載なども引き継いで雑誌の編集発行を継続した。
しかし題号『金の船』については、キンノツノ社に権利を押さえられたため結局使用できず、急遽『金の星』に改題し「六月号」の表紙を差し替えて発行した。キンノツノ社も挿絵画家に高畠華宵を起用するなど丸ごと失った執筆陣と編集体制を急遽補って「大正十一年七月号」から『金の船』の発行を「再開」したため、「金の船社の『金の星』」と「キンノツノ社の『金の船』」が並行して発行される状態が続いたのち、金の船社は翌1923年1月の「大正十二年正月号」から題号に揃えて「金の星社」に商号を改めた。
大正末期から昭和初期にかけて、児童雑誌の主流は芸術性よりも娯楽性を優先させた『少年世界』（博文館）、『日本少年』（実業之日本社）、『少年倶楽部』、『少女倶楽部』（ともに大日本雄弁会講談社）などの大衆児童誌に移り、童謡・童話雑誌は『おとぎの世界』、『こども雑誌』、『童謡』（コドモ社、1920年創刊）が相次いで終刊。さらに関東大震災後の震災不況に続く金融恐慌発生と、社会と経済が不安定さを増す中、残る『金の星』および『赤い鳥』と、旧キンノツノ社から越山堂（牛込区筑土八幡町）を経て資文堂書店（麹町区飯田町）が引き継いだ『金の船』の3誌はいずれも変容を迫られた。
資文堂の『金の船』は1928年の「昭和三年二月号」で終刊し、『金の星』は直後の「昭和三年四月号」（第十巻第四号、通巻101号）を最後に編集を小説家の南達彦（1898年-1963年）に委任して「五月号」から『少年少女金の星』と改題。童謡や童話に代わって冒険小説や滑稽小説などを主軸に大幅な大衆誌化を図ったのち、翌1929年の「昭和四年七月号」で終刊した。
同年は先行誌の『赤い鳥』も「昭和四年三月号」を最後に休刊に追い込まれており、同誌はこのあと1931年の「昭和六年正月号」で復刊したものの、鈴木三重吉が没した1936年の「昭和十一年十月号」で終刊した。

### 『金の船』・『金の星』で発表された童謡
『金の船』および『金の星』では、1919年の創刊号から1928年の「昭和三年三月号」まで、毎号1曲ずつ童謡の曲譜（楽譜）が掲載された。発表曲数は計100曲。本項では各号で曲譜掲載の作品を記載し、これ以外に「童謡」として詩のみ掲載された作品もある。作詞は誌上では「作歌」「作謡」の両表記がある。掲載時に特記があるものは※印で付記した。

#### 『金の船』
- 1919年（1巻）
  - 1号　大正八年十一月号　鈴虫の鈴（作詞・野口雨情、作曲・北村季晴）
  - 2号　大正八年十二月号　こほろぎの歌（作詞・長田秀雄、作曲・中山晋平）
- 1920年（2巻）
  - 1号　大正九年一月号　鼬の嫁入り（作詞・野口雨情、作曲・萱間三平）
  - 2号　大正九年二月号　すゞめの歌（作詞・長田秀雄、作曲・萱間三平）
  - 3号　大正九年三月号　葱坊主（作詞・野口雨情、作曲・本居長世）
  - 4号　大正九年四月号　四丁目の犬（作詞・野口雨情[18]、作曲・本居長世）
  - 5号　大正九年五月号　人買船（作詞・野口雨情[19]、作曲・本居長世）
  - 6号　大正九年六月号　ダリヤ（作詞・野口雨情、作曲・本居長世）
  - 7号　大正九年七月号　お山の烏（作詞・野口雨情、作曲・中山晋平）
  - 8号　大正九年八月号　つばめ（作詞・野口雨情、作曲・本居長世）
  - 9号　大正九年九月号　十五夜お月（作詞・野口雨情、作曲・本居長世）
  - 10号　大正九年十月号　アンデルセン（作詞・野口雨情、作曲・本居長世）
  - 11号　大正九年十一月号　きりぎりす（作詞・三木露風、作曲・山田耕筰）
  - 12号　大正九年十二月号　赤牛黒牛（作詞・野口雨情、作曲・中山晋平）※「遊戯唄」
- 1921年（3巻）
  - 1号　大正十年正月号　鶏さん（作詞・野口雨情、作曲・本居長世）
  - 2号　大正十年弐月号　象の鼻（作詞・野口雨情、作曲・本居長世）
  - 3号　大正十年三月号　九官鳥（作詞・野口雨情、作曲・本居長世）
  - 4号　大正十年四月号　鼬と雀（作詞・野口雨情、作曲・本居長世）
  - 5号　大正十年五月号　青い空（作詞・野口雨情、作曲・本居長世）※「子守唄」
  - 6号　大正十年六月号　日傘（作詞・野口雨情、作曲・本居長世）
  - 7号　大正十年七月号　七つの子（作詞・野口雨情、作曲・本居長世）
  - 8号　大正十年八月号　雀の酒盛り（作詞・野口雨情、作曲・本居長世）
  - 9号　大正十年九月号　赤い桜ンぼ（作詞・野口雨情、作曲・本居長世）
  - 10号　大正十年十月号　乙姫さん（作詞・野口雨情、作曲・本居長世）
  - 11号　大正十年十一月号　千代田のお城（作詞・野口雨情、作曲・本居長世）※「『金の船』芸術唱歌その一」
  - 12号　大正十年十二月号　青い目の人形（作詞・野口雨情、作曲・本居長世）※「『金の船』芸術唱歌その二」
- 1922年（4巻）
  - 1号　大正十一年正月号　呼子鳥（作詞・野口雨情、作曲・本居長世）
  - 2号　大正十一年弐月号　雀の子供（作詞・野口雨情、作曲・本居長世）
  - 3号　大正十一年三月号　桜と小鳥（作詞・野口雨情、作曲・本居長世）
  - 4号　大正十一年四月号　金魚と鶏（作詞・野口雨情、作曲・中山晋平）
  - 5号　大正十一年五月号　でんでん虫（作詞・野口雨情、作曲・本居長世）

#### 『金の星』
- 1922年（4巻）
  - 6号　大正十一年六月号　七面鳥（作詞・野口雨情、作曲・本居長世）
  - 7号　大正十一年七月号　子守唄（作詞・野口雨情、作曲・本居長世）
  - 8号　大正十一年八月号　帰る燕（作詞・野口雨情、作曲・本居長世）
  - 9号　大正十一年九月号　一つお星さん（作詞・野口雨情、作曲・本居長世）
  - 10号　大正十一年十月号　お人形さんの夢（作詞・野口雨情、作曲・本居長世）
  - 11号　大正十一年十一月号　金の星の歌（作詞・野口雨情、作曲・本居長世）
  - 12号　大正十一年十二月号　柱くゞり（作詞・野口雨情、作曲・本居長世）※「名所めぐり童謡の一」
- 1923年（5巻）
  - 1号　大正十二年正月号　貝遊び（作詞・野口雨情、作曲・本居長世）
  - 2号　大正十二年二月号　霜柱（作詞・野口雨情、作曲・本居長世）
  - 3号　大正十二年三月号　夢を見る人形（作詞・野口雨情、作曲・本居長世）
  - 4号　大正十二年四月号　お乳飴（作詞・野口雨情、作曲・中山晋平）※「名所めぐり童謡の四[20]」
  - 5号　大正十二年五月号　山彦（作詞・野口雨情、作曲・本居長世）
  - 6号　大正十二年六月号　阿弥陀池（作詞・野口雨情、作曲・本居長世）※「名所めぐり童謡の六[21]」
  - 7号　大正十二年七月号　朝鮮飴屋（作詞・野口雨情、作曲・本居長世）
  - 8号　大正十二年八月号　三日月さん（作詞・野口雨情、作曲・本居長世）
  - 9号　大正十二年九月号　長柄の橋（作詞・野口雨情、作曲・本居長世）※「名所めぐり童謡の七」
  - 10号　大正十二年十月号　姥捨山（作詞・野口雨情、作曲・本居長世）※「名所めぐり童謡の八」
  - 11号　大正十二年十一月号　眠り亀の子（作詞・野口雨情、作曲・本居長世）※「遊技童謡」

（大正十二年十二月号は関東大震災被害復旧のための日本雑誌協会=初代=決議により休刊）
- 1924年（6巻）
  - 1号　大正十三年一月号　鼠の小母さん（作詞・野口雨情、作曲・中山晋平）
  - 2号　大正十三年二月号　十と七つ（作詞・野口雨情、作曲・小松耕輔）
  - 3号　大正十三年三月号　雀の機織り（作詞・野口雨情、作曲・小松耕輔）
  - 4号　大正十三年四月号　夢とり（作詞・野口雨情、作曲・小松耕輔）
  - 5号　大正十三年五月号　雲雀の水汲み（作詞・野口雨情、作曲・小松耕輔）
  - 6号　大正十三年六月号　藪の下道（作詞・野口雨情、作曲・本居長世）
  - 7号　大正十三年七月号　はぐれ島（作詞・野口雨情、作曲・本居長世）
  - 8号　大正十三年八月号　宮城野の萩（作詞・野口雨情、作曲・本居長世）※「名所めぐり童謡の九」
  - 9号　大正十三年九月号　高野山（作詞・野口雨情、作曲・中山晋平）※「名所めぐり子守唄の一」
  - 10号　大正十三年十月号　石山寺の秋の月（作詞・野口雨情、作曲・本居長世）※「名所めぐり子守唄の二」
  - 11号　大正十三年十一月号　芒の穂（作詞・野口雨情、作曲・本居長世）
  - 12号　大正十三年十二月号　小石（作詞・野口雨情、作曲・本居長世）
- 1925年（7巻）
  - 1号　大正十四年一月号　証城寺の狸囃（作詞・野口雨情[23]、作曲・中山晋平）※「伝説童謡」
  - 2号　大正十四年二月号　社の梅（作詞・野口雨情[24]、作曲・本居長世）
  - 3号　大正十四年三月号　雀踊り（作詞・野口雨情[25]、作曲・本居長世）
  - 4号　大正十四年四月号　あの山蔭（作詞・野口雨情[26]、作曲・中山晋平）
  - 5号　大正十四年五月号　仔犬（作詞・白鳥省吾、作曲・弘田龍太郎）
  - 6号　大正十四年六月号　つまらない（作詞・野口雨情、作曲・本居長世）
  - 7号　大正十四年七月号　一本橋（作詞・野口雨情、作曲・本居長世）※「遊技唄」
  - 8号　大正十四年八月号　鳩さん茶買ひ（作詞・野口雨情、作曲・本居長世）
  - 9号　大正十四年九月号　かくれ狐（作詞・野口雨情、作曲・本居長世）
  - 10号　大正十四年十月号　番ごつこ（作詞・野口雨情、作曲・本居長世）
  - 11号　大正十四年十一月号　鳶の昼寝（作詞・野口雨情、作曲・本居長世）
  - 12号　大正十四年十二月号　俵はごろごろ（作詞・野口雨情、作曲・本居長世）
- 1926年（8巻）
  - 1号　大正十五年一月号　ねこねこサイサイ（作詞・野口雨情、作曲・本居長世）
  - 2号　大正十五年二月号　兎が来い（作詞・野口雨情、作曲・藤井清水）
  - 3号　大正十五年三月号　狐の提灯（作詞・野口雨情、作曲・本居長世）
  - 4号　大正十五年四月号　猫さんお手まり（作詞・野口雨情、作曲・藤井清水）
  - 5号　大正十五年五月号　蛙遊び（作詞・野口雨情、作曲・本居長世）※「遊戯唄」
  - 6号　大正十五年六月号　燕のお客さん（作詞・野口雨情、作曲・藤井清水）
  - 7号　大正十五年七月号　歌の中（作詞・野口雨情、作曲・本居長世）
  - 8号　大正十五年八月号　良寛さま（作詞・野口雨情、作曲・藤井清水）
  - 9号　大正十五年九月号　竹藪小藪（作詞・野口雨情、作曲・本居長世）
  - 10号　大正十五年十月号　しやんこしやんこお馬（作詞・野口雨情、作曲・藤井清水）
  - 11号　大正十五年十一月号　烏稲（作詞・野口雨情、作曲・本居長世）
  - 12号　大正十五年十二月号　子供は風の子（作詞・野口雨情、作曲・藤井清水）
- 1927年（9巻）
  - 1号　大正十六年一月号　つなぎ松葉（作詞・野口雨情、作曲・本居長世）
  - 2号　昭和二年二月号　お嫁さんの馬車（作詞・野口雨情、作曲・藤井清水）
  - 3号　昭和二年三月号　関所遊び（作詞・野口雨情、作曲・本居長世）
  - 4号　昭和二年四月号　トロイカ（作詞・野口雨情、作曲・藤井清水）
  - 5号　昭和二年五月号　泣く子（作詞・野口雨情、作曲・本居長世）
  - 6号　昭和二年六月号　瑞穂の国（作詞・野口雨情、作曲・藤井清水）
  - 7号　昭和二年七月号　おたまじやくし（作詞・野口雨情、作曲・本居長世）
  - 8号　昭和二年八月号　南蛮船（作詞・野口雨情、作曲・藤井清水）
  - 9号　昭和二年九月号　川越し（作詞・野口雨情、作曲・本居長世）
  - 10号　昭和二年十月号　オシーツクツク（作詞・野口雨情、作曲・藤井清水）
  - 11号　昭和二年十一月号　田に居る鳥（作詞・野口雨情、作曲・本居長世）
  - 12号　昭和二年十二月号　雨夜の星（作詞・野口雨情、作曲・藤井清水）
- 1928年（10巻）
  - 1号　昭和三年新年号　鳥羽絵（作詞・野口雨情、作曲・本居長世）
  - 2号　昭和三年二月号　天神さまのお通り（作詞・野口雨情、作曲・藤井清水）
  - 3号　昭和三年三月号　天神さまはお手習ひ（作詞・野口雨情、作曲・本居長世）
  - 4号　昭和三年四月号　（曲譜掲載なし）